# Luna 2
Luna 2 je bila drugo vesoljsko plovilo, nastalo v okviru sovjetskega vesoljskega programa »Luna«, ki so ga izstrelili proti Luni, in hkrati prvo plovilo, ki je v zgodovini človeštva doseglo ta cilj. Na površje je treščilo vzhodno od Morja jasnosti (Serenitatis) blizu kraterjev Aristid (Aristides), Arhimed (Archimedes) in Avtolik (Autolycus). Luna 2 je bila izdelana na podoben način kot Luna 1, opremljena z antenami, s seboj je nosila Geiger-Müllerjev števec, magnetometer in druge naprave, ni pa imela lastnega pogona.